# 세계 가치관 조사
세계 가치관 조사(世界價値觀調査)는 사회 과학자들이 세계의 각기 다른 문화의 사회문화적, 윤리적, 종교적, 정치적 가치를 조사하기 위해 진행 중인 학술 프로젝트이다.
세계 가치관 조사는 사람들의 가치관과 믿음을 탐구하고, 그들이 시간이 지남에 따라 어떻게 변화했는지 그리고 그들이 갖고 있는 사회적 정치적 영향력이 무엇인지. 1981년 이후로 사회과학자들의 전 세계적인 네트워크는 거의 100개의 국가에서 WVS의 일부로 대표 국가 조사를 시행해오고 있다.
WVS가 측정, 모니터링 및 분석하는 분야: 민주주의 지원, 외국인 및 소수 민족에 대한 관용, 성 평등 지원, 종교의 역할 및 종교 수준의 변화, 세계화의 영향, 환경에 대한 태도, 일, 가족, 정치, 국가 정체성, 문화, 다양성, 불안, 주관적인 복지
위와 같은 발견들은 개발 도상국의 시민 사회와 민주주의를 위한 기관을 건설하고자 하는 정책 입법자들에게 정보를 제공한다. 또한 이러한 작업들은 세계 각국의 정부, 학자, 학생, 언론인 및 UNDP와 UN-Habitat, 세계 은행과 같은 국제 기구에서 자주 사용된다. 세계 가치 조사(World Value Survey)의 데이터는 아랍의 봄, 2005년 프랑스 이민자 소요사태, 1994년 르완다 집단학살, 그리고 1990년대 발생한 유고슬라비아 전쟁과 정치적 격변과 같은 일련의 사건들에 대한 동기와 배경을 이해하는데 도움을 줄 수 있다.

 전 이탈리아 총리이자 유럽위원회 제 10대 총재인 로마노 프로디(Romano Prodi)는 WVS에 대해 다음과 같이 말했다.
"세계화가 진행되면서 다양성에 대한 이해의 중요도가 함께  커지고 있습니다. 다양한 신념과 가치관을 가진 사람들이 함께 살면서 협력하기 위해서는 서로의 독특한 세계관을 이해하고 또 인정하는 자세가 중요합니다."

## 소개
WVS는 수년에 걸쳐 경제 발전, 민주주의 제도의 출현과 번성, 성 평등 의식, 그리고 사회가 효율적인 정부를 갖추고 있는 정도가 사람들이 갖고 있는 신념에 따라 좌우된다는 사실을 보여주었다.

Welzel-Inglehart의 세계 문화도의 재구성.

### Inglehart-Welzel cultural map
주제: Inglehart-Welzel cultural map of the world

WVS 데이터 분석은 정치사회학자인 로널드 잉글하트(Ronald Inglehart)와 크리스찬 웰젤(Christian Welzel)에 의해 만들어졌다. 로널드와 크리스찬은 세계에 두 가지 주요한 문화적 차이가 존재한다고 주장했다:
1. 전통적 가치와 세속적 합리적 가치
2. 생존 가치와 자기 표현 가치

세계 문화 지도는 앞서 언급한 두 차원 안에서 여러 사회가 어떻게 분류되어 있는지 보여준다. 세계 문화 지도에서 위쪽으로 이동할수록 세속적 가치를 중요하게 여기는 사회이고 오른쪽으로 이동할수록 생존 가치보다 자기 표현 가치가 중요한 사회가 된다.
전통적 가치는 종교의 중요성, 부모-자녀 관계, 권위 존중 및 전통적 가족의 가치를 강조한다. 이러한 전통적 가치를 중요하게 여기는 사회의 구성원은 이혼, 낙태, 안락사 및 자살도 거부하는 경향을 보인다. 이러한 사회는 대체적으로 높은 수준의 국가적 자부심과 민족주의적 전망을 갖고 있다.
반면, 세속적 합리적 가치는 전통적 가치와 상반되는 선호를 보인다. 세속적 합리적 가치의 사회는 종교와 전통적 가족의 가치나 권위를 덜 강조하는 모습을 보인다. 이러한 사회는 이혼, 낙태, 안락사 및 자살에 대해 비교적 융통성 있는 태도를 취한다.
생존 가치는 경제 및 물리적인 국가 안보에 중점을 두고 있다. 생존 가치는 상대적으로 높은 민족중심적 태도와 낮은 수준의 신뢰와 관용이라는 특징을 갖고 있다.
자기 표현 가치는 환경 보호, 외국인, 동성애자, 성 평등, 그리고 경제와 정치 분야에 대한 개인의 의사 결정과 같은 요소에 우선 순위를 두고 있다.

#### 문화적 변화
한 사회가 생활 수준 개선과 산업화를 통해 개발 도상국에서 산업 지식 사회로 진입하게 되면 그래프에서의 위치가 변하게 된다. 해당 사회는 그래프 왼쪽 하단(가난함)에서 오른쪽 상단으로 이동하게 된다.
그러나 경제적 지표와 다르게, 해당 사회 구성원의 의식은 그 사회에서 지배적인 철학, 정치, 종교적 경향과도 높은 상관관계가 있다. 프랑스 혁명에서 프랑스는 철학자와 좌익 정치인들에 의해 세속적 합리적 가치와 물질주의가 공식화되었고, 사회 민주주의 또는 사회주의 정책이 지배적인 영향력을 행사하고 있던 사회의 구성원은 대학에서 철학과 과학을 공부했다. 동양의 특성은 생존 가치이고 서양의 특징은 자기 표현 가치이다. 자유주의 산업경제 사회에서 인구 증가는 생존 가치와 사고의 자유를 당연한 가치로 여김과 동시에 자기 표현의 가치를 높게 평가하도록 만들고 있다.

#### 예시
- 전통 가치와 생존 가치가 높은 사회: 짐바브웨, 모로코, 요르단, 방글라데시
- 전통 가치와 자기 표현 가치가 높은 나라: 미국, 라틴 아메리카 대부분, 아일랜드
- 세속적 합리적 가치와 생존 가치가 높은 나라: 러시아, 불가리아, 우크라이나, 에스토니아
- 세속적 합리적 가치와 자기 표현 가치가 높은 나라: 일본, 북유럽 국가, 베네룩스, 독일, 스위스, 체코, 슬로베니아, 프랑스

### 성 평등
WVS에 따르면 성 평등에 대한 지지는 민주주의의 결과만이 아니다. 성 평등은 점점 더 민주적인 제도에 대한 대중의 요구로 산업화된 사회를 변화시키고 있는 광범위한 문화적 변화의 일부이다. 여전히 세계인의 대다수는 남성이 여성보다 지도자 위치에 잘 어울린다고 생각하고 있다. 하지만 이러한 견해는 선진 산업화된 사회의 청년 세대와 개발도상국 청년 세대 사이에서 점점 사라지고 있다.

### 종교
세계 가치 조사의 자료는 사람들의 종교적 지향에 대한 몇 가지 중요한 측면을 다룬다. 그 중 하나는 사람들이 종교 봉사에 얼마나 참여하고 있는지, 그리고 사람들의 종교적 신념이 얼마나 중요한지에 대한 것이다. 2000년 자료에 따르면, 인도네시아 국민 중 98%가 그들의 삶에서 종교가 매우 중요하다고 답했다. 반면 중국은 오직 3%의 국민만이 종교가 중요하다고 생각했다.또 다른 중요한 측면은 종교와 정치 사이 관계에 대한 사람들의 태도와 정부의 결정과 국민의 투표 성향에 영향을 미치는 종교 대변인을 지지하는지의 여부이다.
Arno Tausch (부다페스트 코르비누스 대학)는 WVS 데이터의 최신 데이터 (6)에 대한 요인 분석에서 Joseph Alois Schumpeter 전통적 가족 가치와 Robert Barro의 전통 종교적 가치를 매우 긍정적으로 평가했다. 사회를 위한 자산. 법에 대한 불신과 같은 부정적인 현상들; 그림자 경제; 이타적 값으로부터의 거리; 민주주의에 대한 피로감; 기업가 정신의 부족은 종교의 상실과 관련이 있다는 것이다. Tausch는 45 개 국가에서 78 개 변수의 promax rotation을 통해 완전한 데이터를 가진 요인 분석을 기반으로 결과를 분석했으며, 45 개 국가의 전체 데이터를 사용하여 9 개의 주요 세계 종교 교단에 대한 성과 지수를 계산했다. 이 연구에서 유대교와 개신교는 종교와 계몽주의 전통을 가장 밀접하게 결합한 것으로 나타났다.

### 삶의 만족도와 행동
WVS는 장기적인 데이터를 사용할 수 있는 52개국 중 45개국이 1981년과 2007년 사이에 행복도가 증가했음을 보여주었다.1981년 이래로 경제 발전, 민주화, 사회적 관용의 증가는 사람들이 자유로운 선택을 할 수 있다고 인식하는 정도를 증가시켰다. 결과적으로 이에 따라 인류 개발 이론을 뒷받침하는 전 세계의 행복 수준이 높아졌다.

### 결과
설문 조사 결과 일부는 다음과 같다
1. 사회에서 인간 가치의 변화는 크게 두 가지 차원, "전통적 가치와 세속적 합리적 가치"라는 첫 번째 차원과 "생존 가치와 자기 표현 가치"라는 두 번째 차원으로 나뉜다.[1]
2. 첫 번째 차원에서 전통적인 가치는 종교, 국가적 자부심, 권위 존중, 순종 및 결혼을 강조한다. 반면 세속적 합리적 가치는 전통적 가치의 모든 특징에서 반대된다.[1]
3. 두 번째 차원에서, 생존 가치는 자유보다 안보를 우선시 하며, 동성애 비수용, 정치적 행동 금지, 외부인에 대한 불신, 약한 행복감과 관련이 있다. 자기 표현 가치는 이와 반대되는 양상을 띤다.[1]
4. '현대화의 개정된 이론'에 따라, 가치는 현대성의 특성에 따라 예측 가능한 방식으로 변화한다. 사람들의 우선순위는 실존적 안정감이 증가함에 따라(혹은 실존적 안정감이 감소함에 따라 세속적 합리적 가치에서 전통적 가치의 중요성이 커짐) 기존의 세속적 합리적 가치로 이동하게 된다.[1]
5. 실존적 안보의 가장 큰 증가 추세는 농업 사회에서 산업 사회로 전환할 때 발생한다. 결과적으로 이 단계에서 전통적 가치에서 세속적 합리적 가치로의 가장 큰 변화가 발생한다.[1]
6. 사람들의 우선 순위는 개인의 기관에 대한 감각이 증가함에 따라 생존 가치에서 자기 표현 가치로 이동한다(혹은 개인의 기간에 대한 의미가 감소함에 따라 자기 표현 가치에서 생존 가치로 되돌아 간다).[1]
7. 개별 기관의 가장 큰 변화는 산업 사회에서 지식 사회로 전환되는 과정에서 발생한다. 결과적으로, 생존 가치에서 자기 표현 가치로의 가장 활발한 활동은 이 단계에서 발생한다.[1]
8. 전 세계 사회의 가치 차이는 뚜렷한 문화적 경계를 보여준다. 전통적인 가치와 생존 가치를 가장 강조하는 사회는 중동 이슬람 사회다. 반면에 세속적 합리적 가치와 자기 표현 가치를 중요하게 여기는 곳은 북유럽 개신교 사회다.[1]
9. 이러한 문화권 차이는 전체 사회 집단이 현대에 어떻게 진입했는지에 대한 서로 다른 역사적 경로를 반영한다. 이러한 경로는 사람들의 실존적 안정감과 개별 기관에 대해 설명하며 세속적 합리적 가치와 자기 표현 가치에 대한 중요성을 설명한다.[1]
10. 각 사회의 가치는 성별, 세대, 민족, 종교, 교육, 소득에 따라서 달라질 수 있다.[1]
11. 일반적으로, 생활 조건은 사람들에게 더 강력한 실존적 안정감을 제공하고 개별 기간은 세속적 합리적 가치와 자기 표현 가치에 더 중점을 둔다.[1]
12. 전 세계적으로 기본적인 생활 조건은 사회 대내외적으로 다양하며 사람들의 가치를 형성하는 실존적 안보와 개별 기관의 경험도 마찬가지로 모두 다르다.[1]
13. 자기 표현 가치 -해방적 가치-는 선택의 자유와 기회의 평등에 중점을 둔다. 해방적 가치는 생활 자유, 성 평등, 개인 자율성 및 개개인의 목소리에 대해 우선순위를 부여한다.[1]
14. 해방적 가치는 더 광범위한 인간 역량 강화 과정의 핵심 요소이다. 일단 한번 실행되면 이 과정은 사람들이 자유로운 행동을 할 수 있도록 한다.[1]
15. 인간의 권한 부여는 3 단계로 진행된다. 사회 경제적 차원에서 활동 자원이 증가함에 따라 사람들이 자유를 행사할 수 있게 된다. 사회 문화적 차원에서 해방적 가치가 상승함에 따라 자유를 행사하려는 사람들의 열망이 높아진다. 법적 제도적 차원에서 민주적 권리가 넓어짐에 따라 자유를 행사할 수 있는 사람들의 권리가 증진된다.[1]
16. 인간의 능력 강화는 능력, 열망 및 자격을 부여하는 실체다. 인간의 권한 부여는 실체로서 선순환적으로 진행되는 경향이 있거나 3단계 각각에서 악순환으로 퇴보하는 경향이 있다.[1]
17. 인간 역량 강화에서 문화적 요소로서 해방적 가치는 다양한 방식으로 매우 중요하다. 우선 해방적 가치는 다른 집단에 대한 신뢰와 국제적인 교류를 중시하는 현대적 개인주의의 시민적 형태를 확립한다.[1]
18. 해방적 가치는 탄압의 위험에 대비해 비폭력 시위를 장려한다. 따라서 해방적 가치는 사회를 활성화하고 대중을 보다 자기 표현적으로 만들어 시민 사회를 활성화하는 사회적 자본을 제공한다. 해방적 가치는 전체 사회의 시민 기관을 발전시킨다.[1]
19. 해방적 가치 강화될 수록 민주주의 국가가 민주주의를 거스르는 운동을 저지하는 힘이 강력해진다.[1]
20. 비 민주주의 국가에서 해방적 가치가 강화되면 민주주의를 향한 움직임을 유발하는 데 도움이 된다.[1]
21. 해방적 가치는 민주주의에 대한 현재의 도전에 대해 권력자들이 민주주의를 유지, 입증 또는 확립하는데 도움이 된다.[1]
22. 민주주의를 선호하게 만드는 데 영향을 미친다고 밝혀진 객관적인 요소들(경제 번영, 소득 평등, 민족 동질성, 세계 시장 통합, 글로벌 미디어 노출, 민주주의 이웃 사회 간의 친밀감, 개신교 유산, 사회적 자본 등)은 대부분 민주주의에 직접적인 영향을 미친다. 이러한 요인들은 해방적 가치를 선호하게 만든다.[1]
23. 해방적 가치는 민주주의에 대한 사람들의 욕구를 강화시키지 않는다. 민주주의에 대한 욕구는 역사의 시점에서 보편적이다. 그러나 해방적 가치는 민주주의에 대한 욕구의 본질을 변화시킨다.[1]
24. 예를 들어, 해방적 가치는 민주주의에 대한 사람들의 이해를 보다 자유롭게 만든다. 해방적 가치가 강한 사람들은 빵과 버터 및 법과 질서에 대한 문제보다 민주주의의 힘을 강조한다.[1]
25. 해방적 가치는 사람들이 자국의 민주주의 수준을 더욱 중요하게 평가하게 만든다. 보다 강한 해방적 가치를 가진 사람들은 자국의 민주적 성과를 과소 평가한다.[1]
26. 해방적 가치는 여성의 힘을 키우는데 가장 중요한 요소다. 여성 인권을 강화시키는 요인으로 밝혀진 경제적, 종교적, 제도적 요인은 대부분 해방적 가치를 함께 증진시킨다.[1]
27. 해방적 가치는 사람들의 삶의 방식을 생존 중심에서부터 선택 의지 강화로 변화시킨다. 생계에서 대행으로의 전환은 사회 전체에 영향을 미치면서 전반적인 보편적 복지 수준을 향상시킨다.[1]
28. 인권이라는 권한 부여 과정의 해방적 결과는 '서구'의 문화적 특성이 아니다. 서구에서 민주주의에 대한 해방적 가치와 비판적 욕구를 촉발시켰던 과정은 동양을 비롯한 다른 문화권 지역에서도 동일하게 발생한다.[1]
29. 이슬람의 사회적 영향력과 개인이 가진 무슬림으로서의 신분은 해방적 가치를 약화시킨다. 그러나 고등 교육을 받은 젊은 무슬림들, 특히 고등 교육을 받은 젊은 여성 무슬림들 사이에서 해방적 가치에 대한 중요성 논의가 커지고 있다.[1]
30. 2013년 분석에 따르면, 단일 민족으로만 이루어진 이웃을 갖고 싶지 않다고 응답한 여러 국가의 사람의 수는 많은 나라에서 5%미만에서부터 51.4%였던 요르단까지 다양했으며 유럽에서는 매우 다양했다고 한다.

## 역사
세계 가치 조사는 경제 및 기술 변화가 산업사회 구성원이 갖고 있는 기본 가치와 동기들을 변화시키고 있다는 가설을 검증하기 위해 고안되었다. 이 조사는 1981년에 처음으로 수행된 유럽 가치 연구(EVS)에 기반을 두고 있다. EVS는 네덜란드의 틸버그 대학교에서 얀 케라코프 (Jan Kerkhofs)와 러드 드무어 (Ruud de Moor)에 의해 진행되었다. 1981년 당시의 연구 대상은 선진국으로 제한되어 있었지만 이후 해당 프로젝트에 대한 관심도 증가로 6개 대륙에 위치한 20개 이상의 국가에서 수행되기도 했다. 미시간 대학교의 로널드 잉글하트 (Ronald Inglehart)는 이 설문 조사를 전 세계 여러 국가로 확대하는 데 주도적인 역할을 했다. 오늘날 세계 가치 조사 네트워크에는 전 세계 100개 이상의 국가의 사회과학자가 소속되어 있다.
첫 번째 조사에서 밝혀진 사실은, 세대 간 변화가 정치, 경제, 종교, 성 역할, 가족 규범 및 성 규범과 같은 기본적인 가치에서부터 발생하고 있다는 점이다. 젊은 세대의 가치는 급속한 경제 성장을 경험한 현재 노인 세대가 갖고 있는 가치와 달랐다. 여기서 실제 변화 여부와 근본적인 변화 원인을 조사하기 위해 1990년부터 1991년까지 두 번째 WVS 조사가 수행되었다.
1995년부터 1997년 사이에 세 번째 WVS 조사가 실시되었다. 당시에는 민주주의에 수반되는 문화적 상황 분석에 관한 관심이 높았던 때였다. 1999년부터 2001년 사이에 네 번째 조사가 실시되었고, 조사의 주요 목표는 이전 조사에서 상대적으로 과소 평가되었던 아프리카와 이슬람 사회에 대한 더 포괄적인 조사를 실시하는 것이었다. 이후 2005년부터 2007년 사이에 다섯 번째 조사가, 2011년과 2012년 사이에 여섯 번째 조사가 이루어졌다.
WVS 프로젝트는 유럽에서 기원했기 때문에 초기 WVS 조사는 아프리카와 동남아시아는 거의 해당되지 않는 상당한 유럽중심적 프로젝트였다. 실험 조사의 범위를 확장하기 위해 WVS는 구조 분산을 채택했고 전 세계의 사회 과학자들이 WVS 데이터의 설계, 실행 및 분석, 결과 공개 과정에 참여하게 됐다. 각 사회의 사회과학자들이 서로의 설문 조사 데이터를 제공하는 대가로 WVS는 모든 사회의 데이터에 즉각적으로 접속하여 이전보다 더 넓은 관점에서 사회 변화를 분석할 수 있게 되었다.
WVS 네트워크는 20개 언어로 된 300개 이상의 출판물을 제작했으며 WVS 데이터를 활용한 수 천개의 추가적인 출판물들이 생산되고 있다. WVS의 데이터는 인터넷에 무료로 공개되어 있다.
WVS의 공식 아카이브는 [ASEP/JDS] 스페인의 마드리드에 위치해있다.

## 방법론
세계 가치 조사는 표본 조사를 데이터 수집 방식으로 사용한다. 이것은 국가 대표 샘플인 사람들을 인터뷰함으로써 정보를 수집하는 체계적이고 표준화된 접근방식이다. 표본조사의 기본 단계는 설문지 설계; 표집; 데이터 수집 및 분석이다.

### 설문지 설계
각 웨이브에 대하여, 전 세계의 사회 과학자들이 질문에 대한 제안을 요청하며 최종 설문지는 영어로 완성된다. 1981년에 시작된 이래로 각각의 연속적 흐름은 이전 사회보다 더 넓은 범위의 사회에 적용되었다. 각 웨이브의 데이터 분석 결과, 특정 질문은 흥미롭고 중요한 개념을 다루는 반면 다른 질문은 가치가 거의 없음을 나타낸다. 이로 인해 더 유용한 질문이나 주제가 미래의 웨이브에 재현되는 반면, 덜 유용한 질문은 삭제되어 새로운 질문을 위한 공간이 마련된다.
설문지는 다양한 자국어로 번역되며 번역의 정확성을 확인하기 위해 독자적으로 영어로 다시 번역된다. 대부분의 국가에서 번역된 설문지는 번역에 문제가 있는 질문을 식별할 수 있도록 사전 테스트를 거친다. 문제가 되는 특정 질문은 국가 설문지에서 생략되기도 한다.

### 표집
표본은 18세 이상의 전체 인구에서 추출한다. 최소 표본의 수는 1000이다. 대부분의 국가에서는 상위 연령 제한이 부과되지 않으며 대표적인 국가 표본을 얻기 위해 계층화추출법의 일부 형태를 사용한다. 첫 번째 단계에서, 주어진 사회 통계적 지역, 지구, 인구 조사 단위, 선거 구역, 선거인명부 또는 투표소 및 중앙 인구 등록을 기반으로 표집 지점이 무작위로 선택된다. 대부분의 국가에서 이 1차 표집 단위의 인구 규모 및 도시화 정도가 고려된다. 일부 국가에서는 개인을 국가적 등록에서 추출한다.

### 데이터 수집과 현장연구
표본 추출 후, 각 국가에는 국민을 대표하는 국가 표본이 남는다. 이후, 이 사람들은 세계 가치 조사 집행위원회가 결정한 제한된 시간 동안 균일하게 구성된 설문지를 사용하여 인터뷰한다. 설문 조사는 외딴 지역을 위해 대면 인터뷰 또는 전화 인터뷰를 사용하는 전문 집단에 의해 수행된다. 각 국가에는 정해진 규칙과 절차에 따라 설문 조사를 수행하는 연구책임자(학술기관에서 일하는 사회과학자)가 있다. 현장연구 중에 전문기관은 특정 점검 목록에 따라 서면으로 보고해야 한다. 표집 설계와 결과 사이의 내부 일관성 검사를 수행하면, WVS 데이터 보관소에서 엄격한 데이터 정리 절차가 수행된다. 완전한 문서가 제공되기 전에는 어떤 국가도 웨이브에 포함되지 않는다. 이는 완성된 방법론적 설문지와 국가별 정보 보고서를 포함한 데이터셋이라는 것을 의미한다. (예를 들면, 현장연구 중 중요한 정치적 사건 혹은 특정 국가 고유의 문제) 일단 모든 설문 조사가 완료되어야 연구책임자가 모든 조사 및 데이터에 접근할 수 있다.

### 분석
세계 가치 조사 집단은 각 사회에서 모집된 주요 사회 과학자들과 협력한다. 그들은 광범위한 문화와 관점을 나타내며, 이를 통해 결과를 해석함에 있어 특정 사회의 정통한 내부인의 통찰력을 얻을 수 있다. 또한, 새로운 국가에 사회과학기술을 전파하는 것에도 도움이 된다.
설문조사에 기여한 각 연구팀은 해당 가설에 따라 그 결과를 분석한다. 모든 연구자는 참여하는 모든 사회에 대한 데이터를 얻기 때문에, 연구자들은 또한 자신의 사회 사람들의 가치와 신념과 다른 사회의 가치와 신념을 비교할 수 있으며, 다른 가설을 테스트해 볼 수도 있다. 더하여, 참가자들은 국제회의에 초대되어 WVS 네트워크의 다른 구성원들과 결과 및 해석을 공유할 수 있다. 그 결과는 국제회의 및 공동 간행물을 통해 알려진다.

### 이용
세계 가치 조사 데이터는 100,000 명 이상의 연구원, 언론인, 정책 입안자 및 기타 사람들이 다운로드했다. 데이터는 WVS 웹 사이트에서 사용할 수 있으며, 온라인 분석을 위해 개발된 도구가 포함되어 있다.

## 관리와 자금
세계 가치 조사는 중앙기구인 세계가치조사협회에 의해 조정된 사회과학자의 네트워크로 구성된다. 이 기구는 스웨덴 스톡홀름에 헌법과 사명선언과 함께 비영리 단체로 설립되었다. 그 프로젝트는 전 세계 모든 지역을 대표하는 운영위원회가 주도한다. 운영위원회는 또한 과학자문위원회, 사무국, 아카이브의 지원을 받는다. WVS 운영위원회는 협회를 위한 리더십과 전략계획을 제공한다. 운영위원회는 또한 신입 구성원의 모집, 회의 및 워크샵의 조직, 데이터 처리 및 배포, 역량 구축, 출판물 홍보 및 결과 보급을 담당한다. WVS 운영위원회는 중앙 기능을 위한 기금을 조성하고, 회원 모금 활동을 지원한다.
각 국가의 팀은 자체 비용을 부담하며, 대부분의 조사는 지역 공급자의 자금 지원을 받는다. 그러나 현지 자금을 조달할 수 없는 경우, 중앙 자금을 확보한다. 현재, WVS 사무국과 WVS 운영위원회의 활동은 'Bank of Sweden Tercentenary Foundation'의 자금을 지원받는다. 다른 자금은 미국 국립과학재단, 스웨덴 국제개발협력청(SIDA), 폭스바겐 재단, 독일 연구 재단(DFG) 및 네덜란드 교육 문화 과학부에서 지원받는다.

## 언론 보도
세계 가치 조사의 데이터는 수많은 학술 출간물에 사용되었으며, 그 결과는 다음과 같은 미디어에 보도되었다. BBC News, Bloomberg Businessweek, China Daily, Chinadialogue.net, CNN, Der Spiegel, Der Standard, Discover, Rzeczpospolita, Gazeta Wyborcza, Le Monde, Neue Zürcher Zeitung, Newsweek, Russia Today, Süddeutsche Zeitung, Time, The Economist, The Guardian, The New Yorker, The New York Times, The Sydney Morning Herald, The Washington Post, and the World Development Report.

## 세계 가치 논문 시리즈: 세계 가치 연구
ISSN 2000-2777로 등록 된 세계 가치 연구 (World Values Research, WVR)은 세계 가치 조사 협회의 공식 온라인 논문 시리즈이다. 이 시리즈는 협회의 운영위원회에 의해 수정된다. 세계 가치 연구는 세계 가치 조사 데이터를 바탕으로 수준 높은 과학적 연구 논문을 게시한다. 세계 가치 연구의 논문은 우수한 학술적 관행을 따르며, 세계 가치 조사 협회의 사명에 따른 윤리적 규범을 준수한다. 제출된 논문의 출간은 세계 가치 조사 협회의 운영위원회의 내부 검토 중에 있다. 세계 가치 연구 논문은 세계 가치 조사의 데이터를 바탕으로 독자적인 연구 결과를 제시하며, 인간 가치에 대한 이론적 관련성과 관련한 새로운 증거와 통찰을 제공한다. 출간된 세계 가치 연구 논문은 프로젝트의 웹 사이트에 보관되어 있으며 이곳에서 이용할 수 있다.